# اندی هریس (بازیکن فوتبال)
اندی هریس (انگلیسی: Andy Harris؛ زادهٔ ۲۶ فوریهٔ ۱۹۷۷) بازیکن فوتبال اهل بریتانیا است.
از باشگاه‌هایی که در آن بازی کرده‌است می‌توان به باشگاه فوتبال ویموث، باشگاه فوتبال لیتون اورینت، باشگاه فوتبال لیورپول، باشگاه فوتبال ساوتند یونایتد، باشگاه فوتبال فارست گرین راورز، باشگاه فوتبال ایستلی، و باشگاه فوتبال ویموث اشاره کرد.